# Santo Domingo, Tres Valles
Santo Domingo är en ort i Mexiko.   Den ligger i kommunen Tres Valles och delstaten Veracruz, i den sydöstra delen av landet, 300 km öster om huvudstaden Mexico City. Santo Domingo ligger 31 meter över havet och antalet invånare är 174.
Terrängen runt Santo Domingo är platt. Runt Santo Domingo är det ganska tätbefolkat, med 139 invånare per kvadratkilometer. Närmaste större samhälle är Nuevo Paso Nazareno, 10,4 km väster om Santo Domingo. Trakten runt Santo Domingo består till största delen av jordbruksmark.